# پتر وایگل
پتر وایگل (چکی: Petr Weigl؛ ‏ ۱۶ مارس ۱۹۳۹ – ۱۴ ژوئیهٔ ۲۰۱۸) کارگردان فیلم، و فیلم‌نامه‌نویس اهل چکسلواکی بود.
او برای شبکه‌های تلویزیونی مختلفی چون آ.ار.د، زد د اف، بی‌بی‌سی و کانال ۴، فیلم‌های بلند و کوتاه ساخت و دو مرتبه نیز نامزد دریافت جایزه امی گردید.